# Църква на Крит
Критската архиепископия – Църква на Крит (на гръцки: Ιερά Αρχιεπισκοπή Κρήτης - Εκκλησία Κρήτης), e полуавтономна църква православна, под юрисдикцията на Вселенската патриаршия, с диоцез на гръцкия остров Крит.

## История
В 325 година е основана Гортинската митрополия в Гортина - столицата на римската провинция, първоначално под почетния примат на Солунската митрополия. В 535 година епархията става архиепископия, подчинена на Римската патриаршия, а в 733 минава на подчинение на Константинополската. В III век митрополията има 9 епископии, които нарастват до 11 в VIII век. Епископиите са закрити с арабското завоевание на острова в 826 година. Когато Източната Римска империя си връща острова в 961 - епископиите са възстановени, а седалището е преместено от разрушения Гортина в Ираклио, който в 325 година е център на епископия, и чието арабско име е елинизирано на Хандакс. През този период постепенно името Критска митрополия измества старото Гортинска. В 1206 година островът е окупиран от Генуезката, а в 1211 година - от Венецианската република, която го задържа до XVII век. Венецианците заменят всички православни диоцези на острова с католически, макар понякога православен епископ да е допускан до някоя от епархиите. Османците завладяват Ханя на 22 август 1645, Ретимно – на 13 ноември 1646 и накрая Кандия (венецианския вариант на Хандакс) на 27 септември 1669 година. В 1646 година османците възстановяват 11 православни епископии, намалени до 7 в 1831 година. От 9 декември 1898 година Крит е автономна област в империята. На 14 октомври 1900 година критското правителство постига съгласие с Патриаршията за даване на полуавтономен статут на църквата на острова, като нейният митрополит се избира от патриарха от списък от три имена, предложени от политическата власт на острова. На 1 декември 1913 година островът е присъединен към Гърция. На 25 септември 1962 година седемте епископии на Крит са повишени в митрополии, а в 2001 година е добавена нова осма. На 28 февруари 1967 година църквата става архиепископия.

## Архидиоцез
Обхвата на диоцеза на архиепископията се променя многократно. На 24 ноември 1831 година е закрита Кнососката епископия и е реинтегрирана в диоцеза на Критската митрополия. През юли 1845 година същото става и с Ламбийската епископия. Тя обаче е възстановена на 22 май 1863 година. През август 1900 година е закрита Херсонисийската епископия и територията ѝ е присъединена към митрополията. на 20 декември 1900 година северната част на Гортина е придадена към Аркадската епископия (по-късно Гортинска и Аркадска). На 20 януари 2001 година на територия на архидиоцеза е създадена новата Аркалохорска митрополия, а на 15 март 2001 година нови територии са придадени на Гортинската и Петренската митрополия.
Архидиоцезът граничи с Критско море на север, Петренската и Аркалохорската митрополия на изток, Аркалохорската и Гортинската на юг и Ретимоската на юг. В архидиоцеза попада и остров Диа.

## Йерарси
Критски митрополити (до 28 февруари 1967)
| Име         | Име           | Управление                             | Забележка                                                        | Години      |
| ----------- | ------------- | -------------------------------------- | ---------------------------------------------------------------- | ----------- |
| Захарий     | Ζαχαρίας      | юли 1769 - май 1786                    | от литийски и рендински е.                                       |             |
| Максим      | Μάξιμος       | 19 май 1786 – 4 май 1800 †             |                                                                  | ? – 1800    |
| Герасим IV  | Γεράσιμος Δ΄  | 25 май 1800 – 24 юни 1821 †            | екзекутиран от османците                                         | ? – 1821    |
| Методий     | Μεθόδιος      | 1823                                   | не приема избора и той е отменен                                 |             |
| Калиник III | Καλλίνικος Γ΄ | март 1823 – 24 август 1830 †           |                                                                  | ? – 1830    |
| Мелетий     | Μελέτιος Α΄   | 28 януари 1831 - 20 юли 1839 †         | от ситийски т.е.                                                 | 1801 – 1839 |
| Порфирий    | Πορφύριος     | август 1839 - 9 септември 1839         | от митилински м., подал оставка, 9 февруари 1852 †               | ? – 1852    |
| Калиник IV  | Καλλίνικος Δ΄ | септември 1839 - 12 февруари 1842      | от месемврийски м., подал оставка                                | ? – ≥1844   |
| Калиник V   | Καλλίνικος Ε΄ | 1 март 1842 - 1 декември 1843          | по-рано родоски м., подал оставка, 7 април 1845 †                | ? – 1845    |
| Хрисант     | Χρύσανθος     | декември 1843 - 24 август 1850         | по-рано смирненски м., в пловдивски м.                           | ? – 1869    |
| Софроний    | Σωφρόνιος Α΄  | 24 август 1850 - 14 декември 1850      | от еноски м., подал оставка, по-късно еноски м.                  | 1789 – 1855 |
| Дионисий I  | Διονύσιος Α΄  | 17 декември 1850 - 28 август 1856      | от преславски е., в босненски м.                                 | ? – 1860    |
| Йоаникий    | Ιωαννίκιος    | 28 август 1856 - 16 юли 1858 †         | по-рано янински м.                                               | ? – 1858    |
| Дионисий II | Διονύσιος Β΄  | 27 юли 1858 - 16 ноември 1868          | в димотишки м.                                                   | 1820 – 1891 |
| Мелетий II  | Μελέτιος Β΄   | 16 ноември 1868 - 23 ноември 1874      | от димотишки м., в димотишки м.                                  | 1817 – 1882 |
| Софроний ΙΙ | Σωφρόνιος Β΄  | 23 ноември 1874 - 9 юни 1877           | от димотишки м., в димотишки м.                                  | ? – 1890    |
| Мелетий II  | Μελέτιος Β΄   | 9 юни 1877 - 13 август 1882 †          | от димотишки м.                                                  | 1817 – 1882 |
| Тимотей Ι   | Τιμόθεος Α΄   | 19 септември 1882 - 18 февруари 1897 † | от херсонисийски е.                                              | 1841 – 1897 |
| Евмений II  | Ευμένιος Β΄   | 12 май 1898 - 1 април 1920 †           | от ламбийски е.                                                  | 1850 – 1920 |
| Тит II      | Τίτος Β΄      | 22 февруари 1922 - 25 април 1933 †     | от петренски е.                                                  | 1859 – 1933 |
| Тимотей     | Τιμόθεος Β΄   | 22 юли 1933 - 3 януари 1941            | от ретимноски е., уволнен, август 1941 †                         | 1876 – 1941 |
| Василий     | Βασίλειος Ε΄  | 8 април 1941 - януари 1950 †           | от аркадски е., заточен в Атина от 26 март 1942 до февруари 1945 | 1872 – 1950 |

Критски архиепископи (от 28 февруари 1967)
| Име         | Име         | Управление                      | Забележка                                                 | Години      |
| ----------- | ----------- | ------------------------------- | --------------------------------------------------------- | ----------- |
| Евгений     | Ευγένιος    | 23 май 1950 - 7 февруари 1978 † | от аркадски е., повишен в архиепископ на 28 февруари 1967 | 1912 – 1978 |
| Тимотей III | Τιμόθεος Γ΄ | 10 март 1978 - 26 юли 2006 †    | от гортински м.                                           | 1915 – 2006 |
| Ириней      | Ειρηναίος   | 30 август 2006 -                | от кидонийски м.                                          | 1933 –      |

## Кнососка епархия
Кносос е вторият по важност град на острова по византийско време. В 325 година той става епископия, подчинена на Гортинската митрополия. Ликвидирана от арабите, епископията е възстановена след византийското отвоюване на острова. В XIII век венецианците отново я ликвидират, за да бъде възстановена в XVII век след османското завоевание. В 1823 година епископията е закрита неофициално, а на 24 ноември 1831 година и официално, като е анексирана към Критската митрополия. Седалището е в Агиос Мирон.
Кнососки епископи
| Име        | Име       | Управление                     | Забележка                | Години   |
| ---------- | --------- | ------------------------------ | ------------------------ | -------- |
| Герасим II | Γεράσιμος | декември 1782 – 4 април 1819 † |                          | ? – 1819 |
| Неофит     | Νεόφυτος  | 1 май 1819 – 24 юни 1821 †     | екзекутиран от османците | ? – 1821 |